# تیاله‌برد
تیاله‌برد (به هلندی: Tjalleberd) یک منطقهٔ مسکونی در هلند است که در هیرن‌فین واقع شده‌است. تاجالبرد ۸۲۰ نفر جمعیت دارد.